# トゥルク (小惑星)
トゥルク (1496 Turku) は、小惑星帯にある小惑星。ユルィヨ・バイサラがフィンランドのトゥルクで発見した。
発見された場所に因んで名付けられた。